# Paul Nioze
Paul Roger Nioze  (né le 19 mars 1967) est un athlète seychellois, spécialiste du triple saut.

## Biographie
Médaillé de bronze lors des Championnats d'Afrique 1989 de Lagos, il se classe deuxième des Jeux africains de 1991, au Caire, derrière le Kényan James Sabulei. Il remporte par ailleurs une nouvelle médaille de bronze lors des Championnats d'Afrique 1993, à Durban.
En 1996, Paul Nioze devient champion d'Afrique à Yaoundé, au Cameroun, en devançant avec la marque de 16,52 m le Nigérian Oluyemi Sule et le Congolais Roger Martial Ngouloubi.
Il participe aux Jeux olympiques de 1992 et 1996 mais s'incline dès les qualifications

### Palmarès
| Date | Compétition            | Lieu     | Résultat | Marque  |
| ---- | ---------------------- | -------- | -------- | ------- |
| 1989 | Championnats d'Afrique | Lagos    | 3e       | 16,74 m |
| 1991 | Jeux africains         | Le Caire | 2e       | 16,50 m |
| 1993 | Championnats d'Afrique | Durban   | 3e       | 16,11 m |
| 1996 | Championnats d'Afrique | Yaoundé  | 1er      | 16,52 m |

### Records
| Épreuve     | Performance | Lieu         | Date         |
| ----------- | ----------- | ------------ | ------------ |
| Triple saut | 16,80 m     | Antananarivo | 27 août 1990 |